# Changas de Naranjito 2016
Questa voce raccoglie le informazioni riguardanti le Changas de Naranjito nella stagione 2016.

## Organigramma societario
Area direttiva
- Presidente: Danilo Beauchamp
- Direttore generale: Fernando Morales

Area tecnica
- Allenatore: Ramón Hernández (fino a marzo), Enrique Pérez (da marzo)
- Assistente allenatore: Enrique Pérez
- Preparatore atletico: Enrique Pérez

## Rosa
| N° | Nome                | Ruolo | Data di nascita  | Nazionalità sportiva |
| -- | ------------------- | ----- | ---------------- | -------------------- |
| 3  | Greysmarie Pérez    | L     | 31 gennaio 1995  | Porto Rico           |
| 4  | Tatiana Encarnación | S     | 28 luglio 1985   | Porto Rico           |
| 5  | Jordaliz Mercado    | P     | 19 luglio 1990   | Porto Rico           |
| 5  | Joan Santos         | P     | 31 maggio 1991   | Porto Rico           |
| 6  | Yeaneska Matos      | S     | 29 aprile 1996   | Porto Rico           |
| 6  | Emily Brown         | S/O   | 23 gennaio 1986  | Stati Uniti          |
| 6  | Bojana Todorović    | S     | 28 ottobre 1991  | Stati Uniti          |
| 7  | Bibiana Candelas    | S/O   | 2 dicembre 1983  | Messico              |
| 8  | Yashiree Molina     | L     | 20 marzo 1991    | Porto Rico           |
| 9  | Jessica Candelario  | C     | 2 novembre 1987  | Porto Rico           |
| 10 | Remy McBain         | P     | 27 agosto 1991   | Porto Rico           |
| 10 | Yamileska Yantín    | S/O   | 9 aprile 1984    | Porto Rico           |
| 11 | Jennifer Quesada    | C     | 22 febbraio 1992 | Porto Rico           |
| 11 | Charlenne Domínguez | S/L   | 5 novembre 1985  | Porto Rico           |
| 12 | Marilitza Matos     | S/O   | 24 maggio 1992   | Porto Rico           |
| 13 | Falyn Fonoimoana    | S     | 13 marzo 1992    | Stati Uniti          |
| 13 | Jetzabel Del Valle  | C     | 19 dicembre 1979 | Porto Rico           |
| 13 | Jennylee Martínez   | C     | 22 ottobre 1991  | Porto Rico           |
| 14 | Alba Aponte         | C     | 23 luglio 1982   | Porto Rico           |
| 15 | Ashley Vázquez      | P     | 8 gennaio 1993   | Porto Rico           |
| 17 | Keila Rodríguez     | S     | 26 ottobre 1992  | Porto Rico           |

## Mercato
| Acquisti | Acquisti            | Acquisti              | Acquisti   |
| R.       | Nome                | da                    | Modalità   |
| -------- | ------------------- | --------------------- | ---------- |
| S        | Tatiana Encarnación | Lancheras de Cataño   | definitivo |
| P        | Jordaliz Mercado    | Gigantes de Carolina  | definitivo |
| C/O      | Bibiana Candelas    | -                     | definitivo |
| L        | Yashiree Molina     | -                     | definitivo |
| C        | Jessica Candelario  | Indias de Mayagüez    | definitivo |
| P        | Remy McBain         | -                     | definitivo |
| S/O      | Yamileska Yantín    | Sfaxien               | definitivo |
| S/O      | Marilitza Matos     | Valencianas de Juncos | definitivo |
| S        | Falyn Fonoimoana    | Atom Trefl Sopot      | definitivo |
| S        | Keila Rodríguez     | Indias de Mayagüez    | definitivo |
| P        | Joan Santos         | Orientales de Humacao | definitivo |
| S/O      | Emily Brown         | -                     | definitivo |
| S/L      | Charlenne Domínguez | Criollas de Caguas    | definitivo |
| C        | Jetzabel Del Valle  | Orientales de Humacao | definitivo |
| P        | Ashley Vázquez      | Criollas de Caguas    | definitivo |
| S        | Bojana Todorović    | Valencianas de Juncos | definitivo |
| C        | Jennylee Martínez   | Indias de Mayagüez    | definitivo |

| Cessioni | Cessioni            | Cessioni              | Cessioni   |
| R.       | Nome                | a                     | Modalità   |
| -------- | ------------------- | --------------------- | ---------- |
| S/L      | Charlenne Domínguez | Criollas de Caguas    | definitivo |
| S        | Valeria Porrata     | -                     | definitivo |
| S        | Kariema Rodríguez   | ?                     | definitivo |
| C        | Gloriana García     | -                     | definitivo |
| S/O      | Yozually Ortíz      | Lancheras de Cataño   | definitivo |
| C        | Jennylee Martínez   | Indias de Mayagüez    | definitivo |
| P        | Glorimar Ortega     | Indias de Mayagüez    | definitivo |
| P        | Jordaliz Mercado    | Criollas de Caguas    | definitivo |
| S        | Yeaneska Matos      | Criollas de Caguas    | definitivo |
| P        | Remy McBain         | Orientales de Humacao | definitivo |
| C        | Jennifer Quesada    | Orientales de Humacao | definitivo |
| S        | Falyn Fonoimoana    | Criollas de Caguas    | definitivo |
| S/O      | Emily Brown         | -                     | definitivo |
| S        | Bojana Todorović    | -                     | ritirata   |
| C        | Jetzabel Del Valle  | Indias de Mayagüez    | definitivo |

## Risultati

### LVSF

#### Regular season
| 1ª giornata - 16 gennaio 2016 Coliseo Gelito Ortega, Naranjito          | Changas de Naranjito    | 3 - 2 | Valencianas de Juncos   | 22-25, 25-22, 25-15, 16-25, 18-16 |
| 2ª giornata - 21 gennaio 2016 Coliseo Gelito Ortega, Naranjito          | Changas de Naranjito    | 0 - 3 | Leonas de Ponce         | 15-26, 17-25, 24-26               |
| 3ª giornata - 23 gennaio 2016 Coliseo Guillermo Angulo, Carolina        | Gigantes de Carolina    | 1 - 3 | Changas de Naranjito    | 12-25, 9-25, 25-21, 22-25         |
| 4ª giornata - 28 gennaio 2016 Coliseo Gelito Ortega, Naranjito          | Changas de Naranjito    | 1 - 3 | Criollas de Caguas      | 25-21, 15-25, 16-25, 23-25        |
| 5ª giornata - 30 gennaio 2016 Coliseo Gelito Ortega, Naranjito          | Changas de Naranjito    | 2 - 3 | Orientales de Humacao   | 20-25, 18-25, 25-19, 25-21, 16-18 |
| 6ª giornata - 5 febbraio 2016 Coliseo Gelito Ortega, Naranjito          | Changas de Naranjito    | 0 - 3 | Indias de Mayagüez      | 26-28, 23-25, 23-25               |
| 7ª giornata - 11 febbraio 2016 Coliseo Cosme Beitia Sálamo, Cataño      | Lancheras de Cataño     | 3 - 0 | Changas de Naranjito    | 25-23, 25-23, 25-23               |
| 8ª giornata - 13 febbraio 2016 Coliseo Rafael Amalbert, Juncos          | Valencianas de Juncos   | 3 - 1 | Changas de Naranjito    | 27-25, 28-30, 27-25, 25-20        |
| 9ª giornata - 15 febbraio 2016 Coliseo Roberto Clemente, San Juan       | Capitalinas de San Juan | 3 - 0 | Changas de Naranjito    | 25-22, 25-21, 25-22               |
| 10ª giornata - 18 febbraio 2016 Coliseo Salvador Dijols, Ponce          | Leonas de Ponce         | 3 - 1 | Changas de Naranjito    | 25-21, 19-25, 25-22, 25-21        |
| 11ª giornata - 20 febbraio 2016 Coliseo Gelito Ortega, Naranjito        | Changas de Naranjito    | 3 - 0 | Gigantes de Carolina    | 26-24, 25-21, 25-17               |
| 12ª giornata - 25 febbraio 2016 Coliseo Héctor Solá Bezares, Caguas     | Criollas de Caguas      | 3 - 0 | Changas de Naranjito    | 25-23, 25-22, 25-18               |
| 13ª giornata - 27 febbraio 2016 Coliseo Emilio Huyke, Humacao           | Orientales de Humacao   | 3 - 1 | Changas de Naranjito    | 25-13, 24-26, 30-28, 27-25        |
| 14ª giornata - 4 marzo 2016 Coliseo Roberto Clemente, San Juan          | Capitalinas de San Juan | 1 - 3 | Changas de Naranjito    | 15-25, 25-20, 19-25, 20-25        |
| 15ª giornata - 11 marzo 2016 Coliseo Gelito Ortega, Naranjito           | Changas de Naranjito    | 0 - 3 | Lancheras de Cataño     | 23-25, 26-28, 16-25               |
| 16ª giornata - 13 marzo 2016 Coliseo Rafael Amalbert, Juncos            | Valencianas de Juncos   | 0 - 3 | Changas de Naranjito    | 17-25, 23-25, 19-25               |
| 17ª giornata - 14 marzo 2016 Coliseo Gelito Ortega, Naranjito           | Changas de Naranjito    | 1 - 3 | Indias de Mayagüez      | 22-25, 24-26, 25-20, 23-25        |
| 18ª giornata - 16 marzo 2016 Coliseo Guillermo Angulo, Carolina         | Gigantes de Carolina    | 3 - 1 | Changas de Naranjito    | 23-25, 28-26, 25-23, 25-16        |
| 19ª giornata - 18 marzo 2016 Coliseo Gelito Ortega, Naranjito           | Changas de Naranjito    | 2 - 3 | Capitalinas de San Juan | 24-26, 25-21, 25-19, 25-27, 9-15  |
| 20ª giornata - 23 marzo 2016 Palacio de Recreación y Deportes, Mayagüez | Indias de Mayagüez      | 3 - 2 | Changas de Naranjito    | 21-25, 25-18, 21-25, 25-23, 15-13 |
| 21ª giornata - 30 marzo 2016 Coliseo Gelito Ortega, Naranjito           | Changas de Naranjito    | 0 - 3 | Criollas de Caguas      | 18-25, 18-25, 24-26               |
| 22ª giornata - 1 aprile 2016 Coliseo Salvador Dijols, Ponce             | Leonas de Ponce         | 3 - 1 | Changas de Naranjito    | 25-20, 21-25, 25-22, 25-16        |
| 23ª giornata - 3 aprile 2016 Coliseo Gelito Ortega, Naranjito           | Changas de Naranjito    | 3 - 2 | Lancheras de Cataño     | 25-20, 23-25, 25-16, 21-25, 15-11 |
| 24ª giornata - 5 aprile 2016 Coliseo Gelito Ortega, Naranjito           | Changas de Naranjito    | 3 - 1 | Orientales de Humacao   | 21-25, 25-21, 25-19, 25-21        |

## Statistiche

### Statistiche di squadra
| Competizione | Punti | In casa | In casa | In casa | In trasferta | In trasferta | In trasferta | Totale | Totale | Totale |
| Competizione | Punti | G       | V       | P       | G            | V            | P            | G      | V      | P      |
| ------------ | ----- | ------- | ------- | ------- | ------------ | ------------ | ------------ | ------ | ------ | ------ |
| LVSF         | 22    | 12      | 4       | 8       | 12           | 3            | 9            | 24     | 7      | 17     |
| Totale       | -     | 12      | 4       | 8       | 12           | 3            | 9            | 24     | 7      | 17     |

G = partite giocate; V = partite vinte; P = partite perse